# Eulalia trispicata
Eulalia trispicata là một loài thực vật có hoa trong họ Hòa thảo. Loài này được (Schult.) Henrard mô tả khoa học đầu tiên năm 1940.